# Telefoonbel
Een telefoonbel, verouderd telefoonwekker, is een toestel dat geluid maakt om een inkomend telefoongesprek aan te kondigen.
Bij een binnenkomend gesprek rinkelt de telefoon. De telefooncentrale zet daarvoor een wisselspanning van 60 tot 100 volt op de lijn. Een bel of pieper in de telefoon maakt dan geluid. Een condensator zorgt ervoor dat de bel alleen op wisselstroom reageert. Zodra de telefoon wordt opgepakt wordt dat gedetecteerd doordat de centrale ziet dat de weerstand opeens laagohmig wordt. Een telefoon die van de haak genomen is, heeft een gelijkstroomweerstand van ongeveer 600 ohm. De centrale moet dan onmiddellijk de belstroom uitschakelen.
Bij de ontwikkeling van de telefoon liet men de telefoon continu rinkelen. Maar het bleek dat men vaak pas de telefoon oppakte op het moment dat het rinkelen stopte. Daarom is gekozen om de telefoon steeds kortdurend te laten rinkelen met pauzes ertussen. Bij een huistelefooncentrale of bedrijfscentrale kan er soms verschil gemaakt worden tussen een intern telefoongesprek (twee keer kort rinkelen) en een gesprek van buitenaf (gewoon de standaard-rinkel). 
De eerste telefoons hadden een of twee bellen van metaal (in een vorm zoals die van een fietsbel) waartegen een metalen stangetje (de klepel) hamerde. Tegenwoordig bestaat de bel meestal uit een metalen membraan dat door een elektromagneet wordt aangestuurd. Bij goedkope telefoons wordt ook wel een piëzo-zoemer gebruikt.
Mobiele telefoons hebben geen aparte ingebouwde bel. In plaats daarvan wordt via de luidspreker een digitaal opgeslagen geluid weergegeven. De gebruiker kan zelf het melodietje uitkiezen. Dit melodietje wordt – naar het Engelse woord ervoor – ook wel een ringtone genoemd.

## Nummermelder
Voor nummerherkenning (in het Engels: caller ID) wordt voorafgaand aan het rinkelen met tooncodes het nummer op de lijn gezet. 
Er bestaan verschillende systemen voor. 
Op een analoge lijn (POTS) wordt in Nederland DTMF gebruikt (waarvoor een abonnement nodig is) en in België FSK. 
Wordt de telefoondienst via coaxkabel aangeboden, dan wordt altijd FSK gebruikt. 
FSK heeft het voordeel dat niet alleen het nummer maar ook de naam meegezonden kan worden.